# Secretaría General de Función Pública
La Secretaría General de Función Pública (SGFP) o Secretaría General para la Administración Pública (SGAP) de España, fue el órgano directivo del Ministerio de la Presidencia primero (1980-1982) y del Ministerio de Administraciones Públicas después (2004-2008 y 2020-2021), que asumió las competencias del Gobierno de la Nación en relación con los funcionarios de la Administración General del Estado y las que le correspondiesen en relación con los funcionarios de las administraciones autonómicas y locales, así como otras relacionadas con la administración y gobernanza pública.

## Historia
La Secretaría General se creó por primera vez en junio de 1980, para llenar el vacío que había dejado unos meses antes la supresión de la Secretaría de Estado homónima. Se creó adscrita al Ministerio de la Presidencia. Se suprimió en diciembre de 1982, siendo reemplazada por la mencionada Secretaría de Estado.
Dos décadas después, en abril de 2004, se restableció para sustituir a la Secretaría de Estado para la Administración Pública. Se suprimió en 2008 cuando se recuperó la mencionada Secretaría de Estado.
Doce años después se volvió a crear bajo la denominación de Secretaría General de Función Pública, tras la integración de las funciones de la Secretaría de Estado de Función Pública en la Secretaría de Estado de Política Territorial. Este cambio supuso una rebaja en el rango de las funciones relativas al personal funcionarial del Estado, tal y como ocurrió entre 1981 y 1982 y desde 2004 a 2008, además de que el nuevo órgano directivo perdió las funciones relativas a la Administración pública electrónica, que pasaron a integrarse en la nueva Secretaría de Estado de Digitalización e Inteligencia Artificial a través de la Secretaría General de Administración Digital.
En verano de 2021, un cambio en la organización gubernamental integró las funciones sobre función pública en el Ministerio de Hacienda y se restableció la Secretaría de Estado, suprimiendo este órgano en agosto de 2021.

## Funciones
La Secretaría General de Función Pública era el órgano al que le correspondía, bajo la superior dirección del Secretario de Estado de Política Territorial y Función Pública, la gestión, dirección e impulso de las atribuciones ministeriales relativas:
- Al régimen jurídico de la función pública, así como la gestión del régimen de incompatibilidades y conflictos de intereses de los miembros del Gobierno y altos cargos y del personal al servicio de la Administración General del Estado, de sus organismos públicos y del sector público estatal
- Al régimen retributivo de la función pública, en coordinación con la Ministerio de Hacienda.
- La coordinación de la política de personal entre la Administración General del Estado, las administraciones de las comunidades autónomas y de las ciudades de Ceuta y Melilla, y las entidades locales.
- Las funciones de la Administración General del Estado en materia de función pública local.
- La gestión de talento en la Administración General del Estado y la convocatoria de pruebas selectivas para el acceso o integración en los cuerpos y escalas de carácter interdepartamental adscritas a la SEPTFP.
- Las relaciones con las organizaciones sindicales en el ámbito de la Administración General del Estado; la coordinación de acuerdos y pactos en relación con la negociación colectiva de los empleados y empleadas públicas de la Administración General del Estado derivadas de las mesas de negociación de personal funcionario y laboral.
- Impulsar propuestas de reforma de la Administración Pública, teniendo en cuenta, en particular, las iniciativas que propongan los órganos, entidades, organismos, organizaciones sectoriales y cualesquiera otras asociaciones o entidades públicas o privadas.
- La racionalización y modernización de las estructuras organizativas de la Administración General del Estado y de sus procedimientos, así como la inspección de servicios de dicha Administración y los organismos públicos vinculados o dependientes de ella.
- La elaboración de proyectos de disposición de carácter general en materia de organización y procedimiento. Aquellas normas que afecten a la actuación y funcionamiento del sector público por medios electrónicos se elaborarán y tramitarán conjuntamente con el Ministerio de Asuntos Económicos y Transformación Digital.
- La política de reducción de cargas administrativas y la simplificación y mejora de los procedimientos administrativos y de la calidad de los servicios públicos, en el ámbito de la Administración General del Estado
- El fomento de los programas de atención al ciudadano y la gestión del Portal de Transparencia de la Administración General del Estado.
- El impulso, la coordinación y el seguimiento de los planes de gobierno abierto, en iniciativas orientadas al desarrollo de los principios de la transparencia, la participación ciudadana, la rendición de cuentas y la colaboración.
- La coordinación de las unidades de información de la Administración General del Estado previstas en el artículo 21 de la ley 19/2013, de 9 de diciembre, de transparencia, acceso a la información pública y buen gobierno, así como dictar indicaciones para la dinamización e impulso del derecho de acceso.
- La formación de los empleados y empleadas públicas.
- El régimen del mutualismo administrativo del personal funcionario civil del Estado
- La coordinación e impulso de los asuntos de carácter internacional que se produzcan en el ámbito de la Secretaría General, sin perjuicio de las funciones que correspondan al Ministerio de Asuntos Exteriores, Unión Europea y Cooperación.
- Las relaciones con la profesión titulada de gestor administrativo.

## Estructura
De la Secretaría General de Función Pública dependían los siguientes órganos:
- La Dirección General de la Función Pública.
- La Dirección General de Gobernanza Pública.
- La Oficina de Conflictos de Intereses, con rango de Dirección General.
- El Gabinete Técnico, con nivel de subdirección general.

## Presupuesto
La Secretaría General de Función Pública heredó gran parte de los servicios de la SEFP, que tuvo un asignado de 1 912 563 590 € para el año 2019, a los que hubo restar los casi 46 millones de la SGAD. La mayor parte del presupuesto iba destinado a sufragar las prestaciones a funcionarios del Estado, a través de la Mutualidad General de Funcionarios Civiles del Estado. De acuerdo con los Presupuestos Generales del Estado de 2018, prorrogados para 2019, la SGFP participó en siete programas:
| Nº Programa                                  | Programa | Dotación        | Ref.   |
| -------------------------------------------- | --- | --------------- | ------ |
| 222M                                         | Prestaciones económicas del Mutualismo Administrativo a través de la Mutualidad General de Funcionarios Civiles del Estado | 278 452 900 €   | [ 8 ]  |
| 312E                                         | Asistencia sanitaria del Mutualismo Administrativo a través de la Mutualidad General de Funcionarios Civiles del Estado    | 1 462 066 730 € | [ 9 ]  |
| 921N                                         | Dirección y organización de la Administración Pública                                                                      | 24 745 790 €    | [ 10 ] |
| 921O                                         | Formación del personal de las Administraciones Públicas a través del Instituto Nacional de Administración Pública          | 84 840 720 €    | [ 11 ] |
| 921X                                         | Evaluación de la transparencia de la actividad pública a través del Instituto Nacional de Administración Pública           | 2 276 860 €     | [ 12 ] |
| 000X                                         | Transferencias internas | 14 347 930 €    | [ 13 ] |
| Total presupuesto de la Secretaría de Estado | Total presupuesto de la Secretaría de Estado                                                                               | 1 866 730 930 € |        |

## Lista de secretarios generales
- Luis Fernando Crespo Montes (21 de junio de 1980-8 de diciembre de 1982)[14]
- Francisco Javier Velázquez López (20 de abril de 2004-16 de julio de 2006)[15]
- Consuelo Sánchez Naranjo (22 de julio de 2006-14 de julio de 2007)[16]
- Mercedes Elvira del Palacio Tascón (14 de julio de 2007-15 de abril de 2008)[17]
- Luis Javier Rueda Vázquez (5 de febrero de 2020-4 de agosto de 2021)[18][19]